# サンクス・ホクリア
株式会社サンクス・ホクリア（英: Sunkus Hokuria Co., Ltd.）は、かつて石川県白山市に本社を置いた、サークルKサンクスのエリアフランチャイズ本部企業で、同社の連結子会社として存在した企業。石川県および福井県におけるコンビニエンスストア「サンクス」の店舗経営・管理・運営指導を行っていた。

## 概要
石川郡鶴来町（現：白山市）にある、享保年間創業の株式会社小堀酒造店が、当時の株式会社サンクスアンドアソシエイツとエリア・フランチャイズの契約締結を目的に、小堀グループの関連会社「サンクス石川株式会社」を設立。
その後、福井県進出に伴い、「株式会社サンクス・ホクリア」に社名変更。なお、社名を対外的に使う場合、「・」ではなく、●内に「☆」マークを挿入した記号を使うことがある。
2010年に小堀グループとのエリアフランチャイズ契約が終了し、残株式の同業他社売却を防ぐため、また競合の激化により、資金力の増強、店舗支援をたやすくするため、サークルKサンクスが小堀グループから残株式81％を買い取る。
吸収合併直前、2014年（平成26年）5月末日の店舗数は石川県および福井県に109店舗。
同年6月1日、親会社であるサークルKサンクスが吸収合併し同社は解散した。

## 沿革
- 1994年（平成6年）11月28日 - サンクス石川株式会社設立
- 1995年（平成7年）
  - 1月24日 - エリアフランチャイズ契約締結
  - 6月1日 - 石川郡野々市町（現：野々市市）に1号店若松店開店
- 2000年（平成12年）
  - 5月 - 福井事務所開設
  - 6月 - 「株式会社サンクス・ホクリア」に商号を変更
- 2001年（平成13年）6月 - 福井県1号店、福井県庁前店開店
- 2010年（平成22年）3月1日 - 小堀グループから離脱。株式会社サークルKサンクスの100%完全子会社となる
- 2014年（平成26年）6月1日 - サークルKサンクスが吸収合併し、同社は解散

## 存在した事業所
- 本社 （石川県白山市）
- 福井事務所 （福井県福井市）

吸収合併後はそれぞれサークルKサンクスの「北陸事務所」「福井事務所」となっていた。